# Доломан
Долома́н (долма́н, долима́н, венг. dolmány, от тур. dolama — «красный янычарский плащ» через фр. doliman, нем. Dolman или пол. dolman) — короткая (до талии) однобортная куртка с длинными рукавами со стоячим воротником и шнурами, часть гусарского мундира, поверх него надевался ментик.

## Происхождение
Традиционный венгерский доломан представляет собой короткий кафтан, конструктивно близкий польским жупанам и русским полукафтанам и зипунам. По-видимому, первоначально доломан носили венгерские дворяне, в крестьянской среде он возник в XVI веке и продолжительное время был частью гардероба обеспеченных крестьян. Лишь в конце XIX века доломаны стали носить наибеднейшие слои венгерского крестьянства. Традиционные венгерские доломаны шились из тёмного (например, синего или чёрного цвета) сукна (хотя бедняцкие доломаны могли быть льняными), и могли доходить до бедра. В XIX же веке доломаны распространились и в среде интеллигенции как символ венгерской национальной идентичности.
В XVII веке венгерские гусары распространили этот род одежды в войсках в Европе. Отсюда другое название доломана — «венгерка». Также «венгеркой» называли домашнюю куртку, внешне имитировавшую доломан с ментиком, и пользовавшуюся популярностью у помещиков в начале XIX века, даже у тех, кто не имел отношения к военной службе.
Впрочем, в России доломан как предмет одежды, видимо, был известен и до проникновения туда гусарства. Он упоминается в северорусских актах XVII столетия как предмет мужского костюма (например, «два доломана сукно яренок один зеленой другой менозеленои у одног лугвицы оловяные а у другово снурокъ шелковой ношены» в документе Вологодского уезда за 1681 год). Что интересно, в южнорусских документах того времени доломан не упоминается.

## Изготовление
Доломан был очень трудным в изготовлении, поэтому пошивка полного комплекта униформы — самого доломана, ментика и лосин-чакчир — начиналась именно с него. Данный предмет одежды должен был идеально сидеть на гусаре.
В России 1800—1810-х годов стоимость изготовления доломана для рядового гусара составляла 2 рубля и 2 копейки, для трубача — 3 рубля 22 копейки, а для унтер-офицера — 3 рубля 82 копейки. Доломан изготавливался из сукна размером в один аршин и стоимостью 1 рубля 84 копейки. Несмотря на то, что вытачек на доломане не делалось, он должен был плотно облегать фигуру гусара, для чего сукно растягивали по фигуре, размачивая и утюжа. На шнуровку доломана уходило 30 аршин шерстяного шнура по копейке за аршин. Одним из самых дорогих элементов доломана были пуговицы, цена одной пуговицы составляла 4 копейки, в результате один комплект пуговиц выдавался гусарам на 20 лет, а в случае потери одной пуговицы гусарам приходилось самим покупать новую, так как казна деньги на пуговицы не выделяла и не компенсировала траты на них.

## Детали
Конструктивно доломан русских гусар из следующих деталей: двух одинаковых деталей, составлявших перед и бока, спинку, воротника, двух рукавов (каждый из двух равных по ширине деталей) и стольких обшлагов; аналогичный покрой был и у ментика. Рукава доломана русских гусар были узкими и длинными, закрывающими половину ладони. Тем не менее, сзади шёл разрез около 12 см, благодаря чему рукава можно было спокойно закатать. Воротник доломана был стоячим, до 1812 года — высоким, незастёгивающимся и жёстким, после же — чуть более низким, облегающим шею и застёгивающимся на три крючка, и изготавливался из сукна и холста, подклеенных рыбьим клеем. Доломан украшался шнуровкой, для которой использовались плоский, сплетённый «косичкой» шнур и круглый и скрученный шнур. Двумя рядами шнура с узорами («гусарский узел» из трёх колечек) у рядовых обшивали воротник, всю куртку по периметру, обшлага и края рукавов. Тремя рядами шнура с узорами обкладывали спинные швы и «крылышки». Расшивка на груди у армейских гусар состояла из 15 рядов двойного шнура, но в зависимости от роста их могло быть больше или меньше. Гусарские пуговицы, которые располагались по центру и служили для застёгивания доломана, были круглой формы и спаивались из двух штампованных половинок. Диаметр пуговицы составлял 2 см.
В 1845 году в русских гусарских полках вместо старого доломана был принят новый мундир, с пятью рядами петель и шнурами, близкородственная ему куртка с подолом до середины бедра также получила среди русских гусар название «венгерка», а в 1866 году это название было официально закреплено. В Венгрии, где в гусарских полках такой мундир был принят в 1849 году, он получил название «аттила» в честь правителя гуннов, почитаемого в Венгрии.
Кроме собственно доломана, существовали другие очень похожие гусарские мундиры. Например, «ментик» (прежде «ментия»): доломан, обшитый мехом и имеющий особую снуровую застежку (ментишкет) и при парадной форме или летом надевавшийся за спину (на опаш) или до 1836 г. на левое плечо. С 1802 года воротники рядовых гусар отделывались белой овчиной, а офицеров — серой крымской мерлушкой, но к 1816 году у рядовых гусар Сумского, Белорусского, Мариупольского, Елисаветградского и Иркутского полков появилась чёрная меховая опушка.